# Elephantulus fuscipes
Espèce
Statut de conservation UICN

 DD  : Données insuffisantes
Elephantulus fuscipes est une espèce de rats à trompe. Les rats à trompe sont de petits mammifères insectivores africains gris-brun à museau pointu.

## Habitat et Répartition
L'Elephantulus fuscipes, également connu sous le nom de rat à pieds sombres, est présent dans plusieurs régions d'Afrique, notamment en République démocratique du Congo, au Soudan du Sud et en Ouganda.
Son habitat naturel est constitué de zones de prairies sèches subtropicales ou tropicales basses.